# Manuel Youshimatz
José Manuel Youshimatz Sotomayor (ur. 10 maja 1962 w Puebla) – meksykański kolarz torowy, brązowy medalista olimpijski.

## Kariera
Największy sukces w karierze Manuel Youshimatz osiągnął w 1984 roku, kiedy zdobył brązowy medal w wyścigu punktowym podczas igrzysk olimpijskich w Los Angeles. W zawodach tych wyprzedzili go jedynie Belg Roger Ilegems oraz Uwe Messerschmidt z RFN. Był to jedyny medal wywalczony przez Youshimatza na międzynarodowej imprezie tej rangi. Trzy lata później wystartował na igrzyskach panamerykańskich w Indianapolis, gdzie w tej samej konkurencji zajął drugie miejsce za Urugwajczykiem Federico Moreirą. Brał także udział w rozgrywanych w 1988 roku igrzyskach olimpijskich w Seulu oraz igrzyskach w Barcelonie w 1992 roku, zajmując w swej koronnej konkurencji odpowiednio dziewiąte i czternaste miejsce. Nigdy nie zdobył medalu na torowych mistrzostwach świata.